# Uroginecología

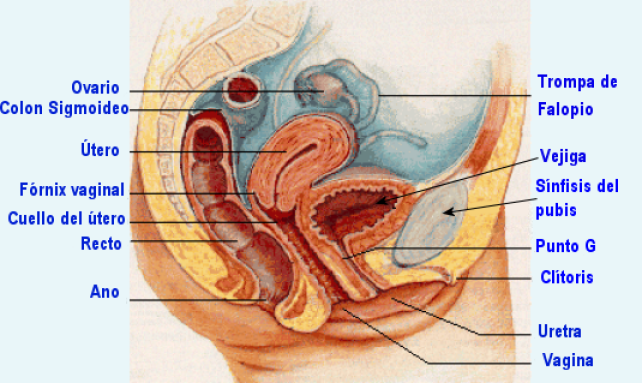
Aparato reproductor femenino.

La uroginecología es una disciplina médico-quirúrgica, subespecialidad de la ginecología y de la urología, que se ocupa del estudio, diagnóstico y tratamiento de las enfermedades relacionadas con los aparatos urinario y genital femenino, muy especialmente las disfunciones del piso pélvico. En la actualidad el nombre más acorde para el médico dedicado a esta subespecialidad de la medicina es especialista en disfunción del piso pélvico.

## Objetivo
La meta de la uroginecología es ofrecer una visión integrada y multidisciplinar, englobando aspectos clásicamente abordados por la urología, la ginecología, la proctología y la fisioterapia.

## Antecedentes
El enorme cambio en la vida de la mujer desde finales siglo XX, tanto en lo social, laboral, deportivo y sexual, ha llevado al análisis de los problemas de salud relacionados con el piso pelviano (prolapsos, incontinencia urinaria) situaciones que son uno de los motivos de consulta más frecuentes en ginecología y urología. Incluso, algunos autores consideran este problema como una verdadera epidemia, debido al enorme gasto en la seguridad social, que se ha estimado en unos 60.000 dólares al año por paciente tratado.

## Importancia
El abordaje de todos estos problemas en forma seria e intensiva por laboratorios y especialistas ha llevado a desarrollar modernas técnicas de tratamientos quinésicos y quirúrgicos mínimamente invasivos que dan estupendas soluciones a las mujeres que lo requieren. Hoy una incontinencia urinaria al esfuerzo, limitante para muchas actividades, puede solucionarse con una mínima cirugía, inclusive ambulatoria y con anestesia local. La vergüenza de padecer estas enfermedades y el desconocimiento de los progresos de la medicina en sus tratamientos lleva a muchas mujeres a esconderse o cerrar su vida social, laboral y sexual y afectar seriamente su psique. Intensas campañas de publicidad y conocimiento masivo del problema, de su enorme prevalencia y de su fácil solución deben ser encaradas por Laboratorios y Centros de Salud para lograr una mejor calidad de vida en la mujer de más de 50 años.

## Patología
Dentro de las enfermedades tratadas por los especialistas en uroginecología se encuentran:
- Casos de incontinencia urinaria
- Disfunción sexual femenina
- Divertículos uretrales
- Dolor pélvico crónico
- Fístulas urogenitales
- Patología urológica en la gestación
- Prolapso vaginal

Estas enfermedades son casos que requieren de un especialista en virtud de la complejidad de los eventos. Además se requiere un diagnóstico y tratamiento personalizado. En tiempos relativamente antiguos estas enfermedades que alteran la calidad de vida de las mujeres eran consideradas un tipo de neurosis y los médicos, por una falta de conocimiento y de investigación, las transferían al departamento de siquiatría.
Se han tenido éxitos moderados en padecimientos que cursan con escape urinario, urgencia y dolor hipogástrico; sin embargo, la cistitis intersticial es una enfermedad de la que se conoce poco su etiología y se buscan fondos para poder continuar con la investigación y poder crear focos de tratamientos que hoy en día son insuficientes.

## Países
En América Latina, Argentina y Chile son países pioneros en el desarrollo de estas tecnologías y existen centros que están trabajando con los mismos estándares de calidad y con las mismas tecnologías que en los países desarrollados como Estados Unidos y Francia.  

## Asociaciones de interés
- Colegio mexicano de urología ginecológica
- Asociación latinoamericana de piso pélvico
- International continence society
- Centro coahuilense de incontinencia y estudios de urodinamia